# 孟骥
孟骥（？年—？年），又名添儿，西番人，永乐时期的司礼监太监。

## 生平
建文时期，在靖难之役护卫明成祖朱棣有功。永乐年间，晋升至司礼监太监。宣德年间，被禁锢而死。